# Éleu-dit-Leauwette
Éleu-dit-Leauwette è un comune francese di 2.992 abitanti situato nel dipartimento del Passo di Calais nella regione dell'Alta Francia.

## Storia

### Epoca antica
L'area era già occupata in epoca neolitica e numerosi reperti gallo-romani sono stati ritrovati sul sito di Mont-Eleu. Questo poggio fortificato, delimitato su due lati dal fiume Souchez e su un altro dalla strada che da Lens portava ad Arras, era protetto da altre opere avanzate di difesa: a Lens, il castello (place de la République) e ad est, la motta castrale (rue de la Motte); due motte ad Avion; ad Éleu una fortificazione nel luogo dell'attuale cimitero, dove un tempo si trovava la chiesa distrutta nel 1914-1918.

### XVIII secolo
Nel 1786, alla vigilia della Rivoluzione francese, occupava un'area di 194 ettari, con circa cinquanta abitanti, o 7 famiglie, 11 cavalli e 12 capi di bestiame. La principale occupazione era la coltivazione del grano su 178 ettari di campi arati e 13 di prati. La palude (1,7 ha) veniva sfruttata per il pascolo comune (fino al 1779) e anche l'estrazione della torba apportava un contributo non disprezzabile.

### Le guerre mondiali
Il 4 ottobre 1914, la guerra arrivò ad Eleu portando con sé bombardamenti, distruzione e privazioni per gli abitanti che contarono12 vittime civili e 13 soldati morti in combattimento.
Il 23 settembre 1920, la città ricevette la Croix de guerre; il 1º agosto 1926, venne inaugurato il monumento ai Caduti.
Dal maggio 1940 al 2 settembre 1944 fu occupata dalle truppe tedesche e subì bombardamenti (9 vittime civili) e una repressione spietata, la popolazione partecipò attivamente alla difesa della Patria e alla Resistenza.

### L'attività mineraria

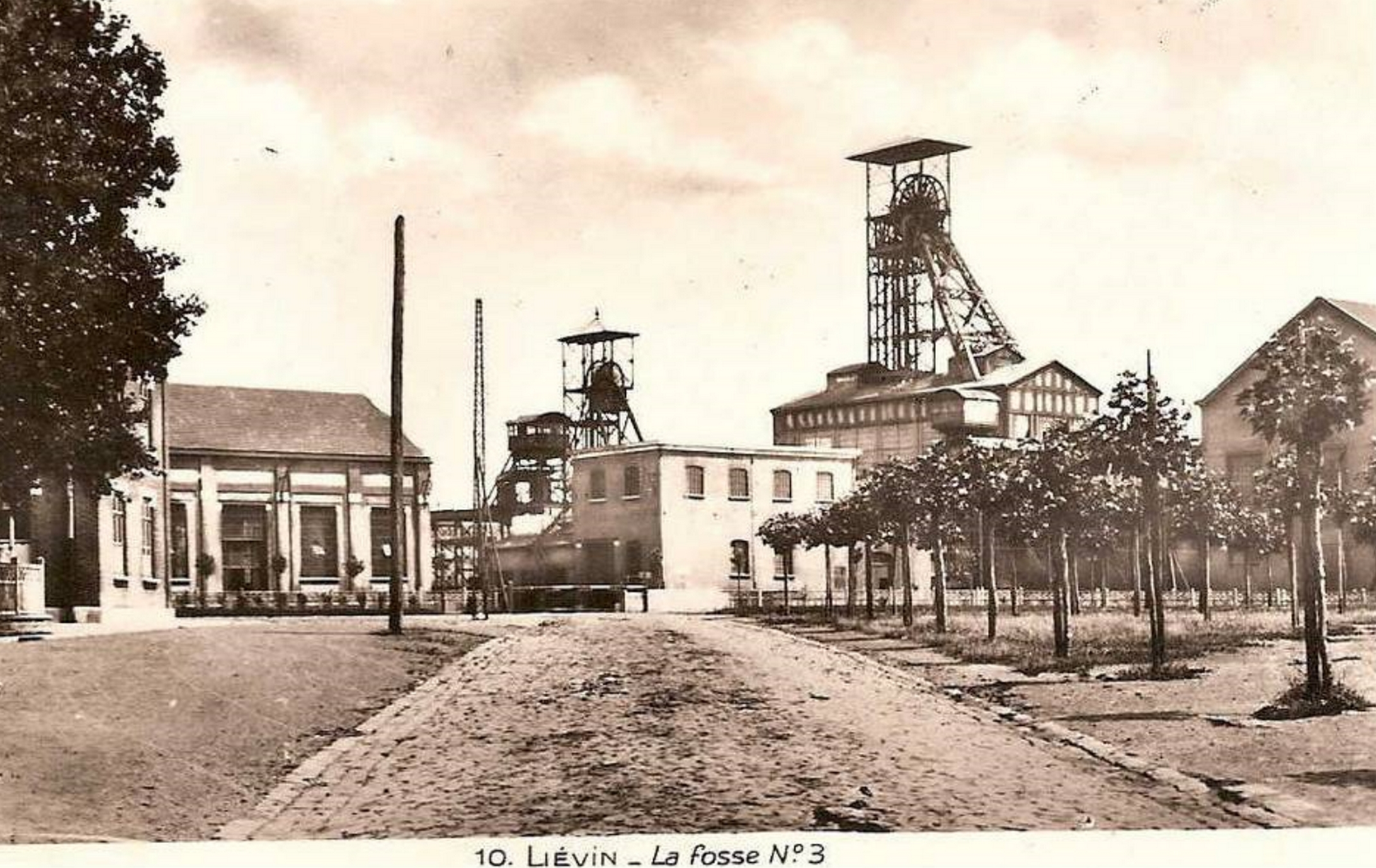
I pozzi n° 3, 3 bis e 3 ter delle miniere di Liévin

L'attività di estrazione del carbone iniziò intorno al 1870 con la perforazione di due pozzi, il nº 3 e 3 bis. Nel 1904 venne scavato un terzo pozzo, il nº 3 ter. Varie tragedie hanno segnato la storia dei giacimenti, in particolare tra il 1882 e il 1883 (tre esplosioni mortali dovute al grisù) e il 16 marzo 1957 quando un'esplosione in una miniera uccise 10 lavoratori. L'attività cessò nel luglio 1961. L'ultima torre di sollevamento fu demolita nel gennaio del 1971.

### Il canale
Su richiesta della città di Lens e della Compagnie Houillère de Liévin, nel 1885-1886 fu scavato un canale che prolungava il Souchez fino al ponte di Éleu. Lo scalo di Éleu raggiunse un traffico di 522.500 tonnellate di carbone nel 1913 ed era tra i 25 porti fluviali più trafficati di Francia.
Fu abbandonato e parzialmente interrato nel 1948. Oggi una tangenziale ha sostituito il canale.

### Simboli
Lo stemma del comune di Éleu-dit-Leauwette si blasona: 
In questo stemma, adottato nel 1970, sono rappresentati vari simboli della storia del luogo: il covone di grano per l'agricoltura; il piccone, il caschetto e la lampada da minatore, ricordano l'attività estrattiva e il pozzo nº 3 della miniera di Liévin; le fasce ondate rievocano il fiume Souchez e le sue antiche paludi.

## Monumenti e luoghi d'interesse

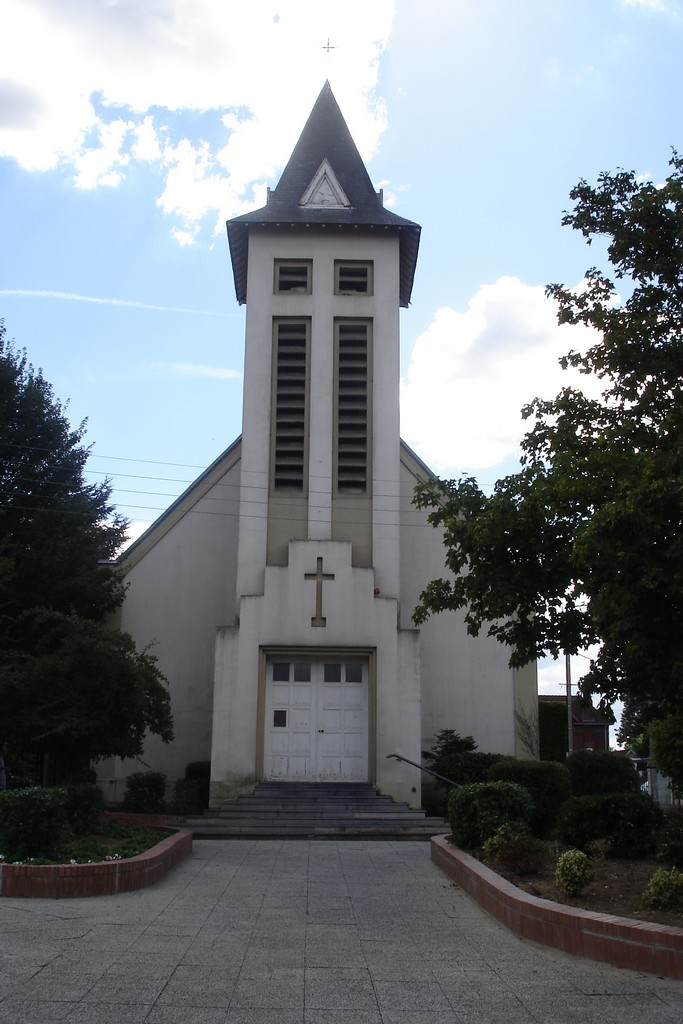
Chiesa dei Santi Pietro e Paolo

- Chiesa dei Santi Pietro e Paolo (Église Saints-Pierre-et-Paul), costruita dopo che una precedente chiesa fu distrutta durante la prima guerra mondiale.

## Società

### Evoluzione demografica
Abitanti censiti

## Amministrazione

### Gemellaggi
- Ense, dal 1989